# Dąbrowa (powiat międzychodzki)
Dąbrowa – osada leśna w Polsce położona w województwie wielkopolskim, w powiecie międzychodzkim, w gminie Kwilcz. Gajówka wchodzi w skład sołectwa w Kwilczu.
W okresie Wielkiego Księstwa Poznańskiego (1815-1848) miejscowość wzmiankowana jako Dąbrowo należała do wsi mniejszych w ówczesnym pruskim powiecie Międzyrzecz w rejencji poznańskiej. Dąbrowo należało do okręgu kwileckiego tego powiatu i stanowiło część majątku Kwilcz, którego właścicielem był wówczas Arseni Kwilecki. Według spisu urzędowego z 1837 roku wieś liczyła 65 mieszkańców, którzy zamieszkiwali 5 dymów (domostw).
W latach 1975–1998 miejscowość należała administracyjnie do województwa poznańskiego.